# پروتامین سولفات
پروتامین سولفات (به انگلیسی: Protamine sulfate)
رده درمانی: آنتی دوت، شلات کننده‌ها و آنتاگونیست
اشکال دارویی: آمپول

## موارد مصرف
پروتامین به عنوان درمان در مواردی که هپارین با مقادیر بیش از حد مصرف گردد و منجر به خونریزی شود، بکار می‌رود. این دارو همچنین متعاقب جراحی قلب یا شریان یا انجام دیالیز، برای خنثی نمودن اثر هپارین مصرف می‌شود.

## مکانیسم اثر
پروتامین با هپارین ترکیب می‌شود و یک کمپلکس پایدار ایجاد می‌کند و در نتیجه هپارین بی اثر می‌گردد.

## فارماکوکینتیک
اثر پروتامین طی ۵ دقیقه شروع می‌شود و تا دو ساعت طول می‌کشد. طول مدت اثر پروتامین به دمای بدن بستگی دارد.

## عوارض جانبی
عوارض شایع عبارتند از برافروختگی، ضربان آهسته غیر عادی قلب، اشکال در تنفس، کاهش غیر عادی و ناگهانی فشار خون.

## مقدار مصرف
یک میلی گرم پروتامین برای خنثی نمودن ۱۰۰ واحد هپارین سدیم به صورت تزریق وریدی کفایت می‌کند. مقدار مصرف پروتامین را بر حسب نتایج آزمون انعقادی خون نیز می‌توان تعیین کرد.

## اشکال دارویی
Injection : ۱۰۰۰UAH/ml